# Gastón Leonel Antoniazzi
Gastón Leonel Antoniazzi (født 15. august 1989) er en argentinsk fodboldspiller, der har spillet for Vejle Boldklub . 

## Profil
Gastón Leonel Antoniazzi kom til Vejle Boldklub i sommeren 1999 efter et vellykket træningsophold. Han spillede tidligere for den spanske klub Salamanca fra Liga Adelante. 
Antoniazzi har både argentinsk og spansk pas. . Han forlod Vejle Boldklub i vinterpausen 2009, da hans kontrakt løb ud.